# Fuji (nave da battaglia)
La Fuji (富士?) fu una corazzata dell'omonima classe della Marina imperiale giapponese impostata il 1º agosto 1894 ai cantieri Thames Iron Works, Poplar, varata il 31 marzo 1896 e completata il 17 agosto 1897. Venne così battezzata in onore dell'omonima montagna.

## Storia
La Fuji e la sorella Yashima furono le prime due corazzate costruite specificamente per l'Impero giapponese, all'epoca il Giappone non era ancora in grado di costruire da solo moderne navi da guerra in acciaio. La Fuji venne ordinata ai Thames Iron Works, Regno Unito nel 1894.
Nel 1901 fu equipaggiata con cannoni più potenti, 16 cannoni da 3"/40 furono rimossi e sostituiti con più potenti cannoni da 12 libbre.
La Fuji venne consegnata nel 1897 e aiutò alla formazione del nucleo della flotta giapponese durante la guerra russo-giapponese del 1904-1905. Durante il bombardamento di Port Arthur venne colpita da due proiettili Il 9 febbraio e bombardò nuovamente il porto il 22 marzo. Combatte alla battaglia del Mar Giallo. Alla battaglia di Tsushima (27 maggio 1905) venne colpita 11 volte, ma mise a segno il colpo di grazia della corazzata russa Borodino, facendola esplodere.
Nel 1910 la Fuij venne aggiornata installando nuove caldaie e sostituendo i suoi cannoni principali con pezzi da 30 cm/45 (305 mm) Armstrong di fabbricazione giapponese. Nonostante ciò venne declassata a nave da battaglia costiera.
Nel 1922, secondo i termini del trattato navale di Washington, venne disarmata e immobilizzata, ma mantenne i quartieri abitativi. Le eliche, torrette principali e tutti i cannoni vennero rimossi, grandi baracche in legno aggiunte alla sovrastruttura e piattaforme per l'addestramento coprirono il suo ponte principale. Rimase come caserma galleggiante e centro di addestramento a Yokosuka per oltre due decenni.
Troppo obsoleta per compiti di combattimento trascorse tutta la seconda guerra mondiale ancorata a Kure come vascello da addestramento.
Dal 1944 la vecchia nave venne usata come centro di sviluppo e posto di osservazione per valutare l'efficacia di vari schemi mimetici su modelli in scala lunghi un metro di portaerei. Venne danneggiata durante i raid aerei statunitensi, ma rimase a galla e venne demolita a Yokosuka nel 1948.